# Cyathea bella
Cyathea bella är en ormbunkeart som beskrevs av Karel Domin. Cyathea bella ingår i släktet Cyathea och familjen Cyatheaceae. Inga underarter finns listade.